# Estil indirecte lliure
L'estil indirecte lliure és aquell que conté la reproducció d'un diàleg o discurs dit per una persona de manera que aparegui integrat dins del text. Aquest estil s'utilitza per citar paraules d'un altre o pròpies en un moment diferent al de la seva enunciació o també per plasmar pensaments dels personatges en la literatura.